# He Doesn't Know Why
He Doesn't Know Why è il secondo singolo della band statunitense Fleet Foxes estratto dall'album omonimo. Il singolo è uscito il 20 ottobre 2008.

## Il video
Il video è stato diretto, come per il precedente singolo (White Winter Hymnal), da Sean Pecknold fratello di Robin, frontman del gruppo.
Nel video il gruppo suona in una stanza illuminata da luci soffuse, circondato da un branco di capre.